# Симонов, Николай Петрович
Никола́й Петро́вич Си́монов (род. 7 ноября 1956, Москва, СССР) — российский государственный деятель. Председатель правительства Пензенской области (с 20 ноября 2015 года).
Временно исполняющий обязанности заместителя Председателя Правительства Пензенской области (в 2015 году). Генеральный директор ОАО «Пензадизельмаш» (в 2004—2014 годах). Генеральный директор ОАО Холдинговая компания «Коломенский завод» (в 2014—2015 годах).

## Биография

### Происхождение
Николай Петрович родился 7 ноября 1956 года в Москве.
В 1980 году окончил Университет дружбы народов по специальности «Инженер-механик и переводчик».
Трудовую деятельность начал на Харьковском турбинном заводе имени Кирова. Мастер 1-го механического участка цеха № 53 Ордена Ленина и ордена Трудового Красного Знамени Производственное объединение турбостроения «Харьковский турбинный завод им. С. М. Кирова».
После срочной службы в Вооруженных силах работал в производственном объединении «Пенздизельмаш», где прошел путь от мастера участка до директора по экономике.
В 2004 году был избран генеральным директором ОАО «Пензадизельмаш». С мая 2014 года по октябрь 2015 года работал генеральным директором ОАО "Холдинговая компания «Коломенский завод».

### Пензенская городская дума
Избирался депутатом Пензенской городской думы четвертого и пятого созывов, а также Законодательного собрания региона пятого созыва. Полномочия как депутата регионального парламента были досрочно прекращены на сессии, состоявшейся 18 мая 2015 года.
С 29 октября — врио заместителя председателя правительства Пензенской области.
20 ноября в ходе 31-й очередной сессии Законодательного собрания Пензенской области пятого созыва депутаты единогласно дали согласие на назначение Николая Симонова председателем правительства региона. В итоге он занял эту должность во вновь сформированном губернатором Иваном Белозерцевым правительстве Пензенской области.

### Временно исполняющий обязанности Губернатора Пензенской области
С 23 по 26 марта 2021 являлся временно исполняющим обязанности Губернатора Пензенской области как высшее должностное лицо в области до назначения президентом России временно исполняющего обязанности губернатора Олега Мельниченко.